# Jorge Sota
Jorge Sota García (* 27. Februar 1912 in Orizaba, Veracruz; † 3. August 1994 in Mexiko-Stadt) war ein mexikanischer Fußballspieler, der meistens im Mittelfeld zum Einsatz kam.

## Verein
Sota stand beim Club América unter Vertrag, in dessen Reihen er in der Saison 1929/30 mit 12 Treffern Torschützenkönig der Primera Fuerza wurde. Anschließend gewann er mit seinem Heimatverein Albinegros de Orizaba das inoffiziell ausgetragene Sonderturnier Campeonato Nacional Torneo Educación 1930.

## Nationalmannschaft
1934 wurde er in die mexikanische Nationalmannschaft berufen, für die er im März 1934 zwei WM-Qualifikationsspiele gegen Kuba bestritt, die mit 5:0 und 4:1 gewonnen wurden. Im ersten Spiel am 11. März 1934 erzielte er den Führungstreffer.

## Familie
Auch seine Brüder, mit denen er in der Industriestadt Orizaba aufwuchs, spielten beim Club América und wurden ebenfalls in die Nationalmannschaft berufen: so wirkte der Stürmer Ernesto Sota bei den Olympischen Spielen 1928 mit, wo er seine beiden einzigen Länderspiele absolvierte und ebenfalls ein Tor erzielte. Der Torwart Isidoro Sota gehörte zum mexikanischen WM-Kader 1930 und kam im Spiel gegen Chile (0:3) zu seinem einzigen Länderspieleinsatz.